# Hudson Leick
Heidi Hudson Leick (Cincinnati, 9 de maio de 1969) é uma atriz norte-americana, mais conhecida por seu papel de Callisto no seriado norte-americano de televisão Xena, a Princesa Guerreira.

## Vida pessoal
Hudson viveu a maior parte de sua vida em Cincinnati, mas se mudou para Nova Iorque para cursar a Neighborhood Playhouse Acting School.
Hudson também cursou e estudou yoga durante 10 anos nos Estados Unidos, chegando também a lecionar por um tempo, tem 3 certificados e é admirada por grandes nomes do Yoga, como Gurmuck, ela se especializou nas técnicas de meditação Hatha e Vipassana.

## Carreira
Hudson sempre acreditou e investiu na carreira de atriz, fazendo cursos de drama e dicção para melhorar a voz. Apesar de ter sido aceita para o elenco de várias peças e musicais, já havia sido recusada em vários testes para TV. Até que, em 10 de outubro de 1992, o diretor Susan Rohrer escalou-a para uma participação no seriado CBS Schoolbreak Special como uma figurante.
No ano seguinte, Hudson fez uma pequena participação no seriado Lei & Ordem. Fez ainda pequenas aparições em University Hospital como Tracy Stone e em Knight Rider 2010, até que ganhou um papel maior no seriado Melrose, no qual atuou por 9 episódios em 1995 – o seu primeiro grande sucesso.
Em 1995 Leick começou a estudar yoga, deixando o cinema um pouco de lado. Mas voltou em 1996, pois após pequenas participações em Hijacked: Flight 285 e Dangerous Cargo, o diretor Robert Tapert escalou-a para um papel de 2 episódios do seriado Xena, a Princesa Guerreira como a guerreira psicótica Callisto. Hudson apareceu também no seriado Hércules, no qual atuou não só como Callisto mas também como a roteirista Liz Friedman.
Nesse meio tempo Leick atuava também para fora, pois o seu contrato permitia tal coisa. Esteve em Blood Type, 7th Heaven, Denial, O Toque de um Anjo, After the Game e Safe Harbor. Em 2000, fãs anunciou em uma convenção que não estaria mais nem em Xena nem em Hércules para poder se dedicar a outros papéis em outras produções.
Desde 2000, esteve em A.I. Assault, CSI: Investigação Criminal, Lords of Everquest, Tru Calling, Pilot, Primal, Fastlane e Cold Heart.
Recentemente, Hudson terminou as gravações de One, Two, Many e logo depois começou a atuar em Hallowed Ground. Atualmente, faz parte do elenco de Unconditional 2008, ainda em 2008, a Revista Wizard listou Hudson em #15 na lista das Mulheres mais sexys da TV.

## Filmografia

### Cinema
| Ano  | Título              | Papel    |
| 2008 | Unconditional, 2008 | Alice    |
| 2007 | One, Two, Many      | Darla    |
| 2007 | Hallowed Ground     | Sara     |
| 2005 | Cold Heart          | Julia    |
| 1999 | Chill Factor        | Vaughn   |
| 1999 | Blood Type          | Tiffanie |
| 1998 | Denial              | Deborah  |
| 1997 | After the Game      | Grace\|  |
| 1996 | Dangerous Cargo     | Carla    |

| Ano       | Título                           | Papel                     | Notas |
| --------- | -------------------------------- | ------------------------- | --- |
| 1992      | CBS Schoolbreak Especial         | Stephanie                 | Episódio: "Considerações sexuais" |
| 1993      | Lei e ordem                      | Kathy Rogers              | Episódio: "Black Tie" |
| 1994      | Knight Rider 2010                | Hannah Tyrie              | Filme de TV |
| 1995      | University Hospital              | Tracy pedra               | Papel principal (9 episódios) |
| 1995      | Melrose Place                    | Shelly Hanson             | Papel recorrente (10 episódios) |
| 1996      | Seqüestrado: Voo 285             | Shayna Loring             | Filme de TV |
| 1996-2000 | Xena: Warrior Princess           | Callisto                  | Papel recorrente (12 episódios) |
| 1997      | Touched by an Angel              | Celeste                   | Episódio: "Anjo da Morte", Episódio: "Labor of Love" |
| 1997-99   | Hercules: The Legendary Journeys | Callisto/Liz Friedman     | Episódio: " Surpresa " Episódio: " Armageddon Now: Parts 1 & 2 " Episódio: "Sim, Virgínia, há um Hércules" Episódio: "Para aqueles de vocês só se juntar a nós" |
| 1998      | 7th Heaven                       | Ms. Hunter                | Episódio: "Homecoming" |
| 1999      | Safe Harbor                      | Delores                   | Episódio: "One More Time: The Great Escape" |
| 2003      | Fastlane                         | Randi                     | Episódio: "101" |
| 2003      | Tru Calling                      | Rebecca Morgan            | Episódio: "Pilot" |
| 2005      | CSI: Crime Scene Investigation   | Dr. Jeri "Buffy" Cohen    | Episódio: "Morda-me" |
| 2007      | Nip / Tuck                       | Falso Wendy               | Episódio: "Dr. Joshua Lee" |
| 2008      | Tubarão                          | Cindy Broyles             | Episódio: "briga de bar" |
| 2010      | Law & Order: LA                  | Personal Shopper de Carly | Episódio: "Playa Vista" |

### Dubladora
| Ano  | Título             | Papel               | Trivias    |
| 2003 | Lords of Everquest | Lady Leisen         |            |
| 1998 | Primal             | Jennifer 'Jen' Tate | Video Game |

### Ela mesma
| Ano  | Título                                  | Papel               | Trivias |
| 2005 | Xena: The 10th Anniversary Collection   | Callisto, ela mesma | DVD     |
| 2005 | Xena Warrior Princess: The Final Season | ela mesma           | DVD     |

### Arquivo fotográfico
| Ano        | Título                 | Papel    |
| 1997, 2001 | Xena: Warrior Princess | Callisto |